# William Clifford
Pour les articles homonymes, voir William Clifford (homonymie) et Clifford.
William Clifford est un acteur américain né William Morris Clifford le 27 juin 1877 à La Nouvelle-Orléans (Louisiane) et mort à Los Angeles (Californie) le 23 décembre 1941.

## Biographie
William Clifford termine sa carrière au début du parlant en 1929.

## Filmographie partielle
- 1911 : The Immortal Alamo de  William F. Haddock
- 1911 : The Fortunes of War de Thomas H. Ince
- 1912 : Betty's Bandit de Henry Otto
- 1912 : The Lieutenant's Last Fight de Thomas H. Ince
- 1913 : The Coward's Atonement de Francis Ford
- 1913 : His Brother de Francis Ford
- 1913 : The Toll of War de Francis Ford
- 1913 : Sheridan's Ride de Otis Turner
- 1913 : A Black Conspiracy de Walter Edwards
- 1913 : The Light in the Window de Francis Ford
- 1913 : Borrowed Gold de Reginald Barker
- 1913 : War de Francis Ford
- 1913 : The Battle of Bull Run de Francis Ford
- 1913 : Le Loup-garou (The Werewolf) de Henry MacRae
- 1913 : The Impostor de Burton L. King
- 1915 : A Double Deal in Pork de Frank Lloyd
- 1916 : Sins of Her Parent de Frank Lloyd
- 1916 : The Spider de Robert G. Vignola
- 1917 : La Dette (Pay Me!) de Joseph De Grasse
- 1917 : Un drame d'amour sous la Révolution (A Tale of Two Cities) de Frank Lloyd
- 1917 : Le Jardin du paradis (Paradise Garden) de Fred J. Balshofer
- 1917 : Out of the Wreck de William Desmond Taylor
- 1920 : L'Eau qui dort (The Turning Point) de J.A. Barry
- 1920 : An Adventuress de Fred J. Balshofer
- 1921 : L'Enfant du passé (Sowing the Wind) de John M. Stahl
- 1923 : Cendres de vengeance (Ashes of Vengeance) de Frank Lloyd